# Paul Maltby
Sir Paul Copeland Maltby (Alleppey, 5 agosto 1892 – Aldershot, 2 luglio 1971) è stato un ufficiale britannico.

## Carriera
Nel 1942 è stato assistente Air Officer Commanding in Estremo Oriente e Air Officer Commanding del comando della RAF a Giava. Creò la formazione del 225th RAF (Bomber) Group il 1 gennaio 1942. Maltby arrivò a Giava il 14 febbraio 1942 e impostò il suo quartier generale a Sukabumi. Gli alleati subirono pesanti perdite da parte dell'aviazione giapponese.
Il 22 febbraio 1942, il Comando ABDA venne sciolto. L'esercito giapponese sbarcò a Giava tra alla fine di febbraio e l'inizio di marzo. Le forze alleate vennero rapidamente sconfitte sia a terra che in mare. Il 12 marzo 1942, i comandanti britannici, australiani e americani vennero chiamati a Bandung dove venne firmata la resa in presenza del tenente generale Masao Maruyama, comandante delle forze giapponesi nell'area.
Dal 1942 al 1945 è stato un prigioniero di guerra.